# سرچلایت پیکچرز
سرچلایت پیکچرز (انگلیسی: Searchlight Pictures) یک شرکت توزیع‌کننده فیلم در سنچری سیتی، لس‌آنجلس، ایالات متحده آمریکا است.
این شرکت متعلق به والت دیزنی است و از سال ۱۹۹۴ میلادی در زمینه توزیع فیلم در سینما و تلویزیون می‌باشد. این شرکت پس از خریداری شرکت فاکس قرن ۲۱ در سال ۲۰۱۷ میلادی به مالکیت شرکت والت دیزنی درآمد. شرکت والت دیزنی بعد از خریداری شرکت فاکس قرن ۲۱، نام این شرکت را از فاکس سرچلایت پیکچرز به سرچلایت پیکچرز تغییر داد.

## فیلم‌شناسی
- بهترین هتل عجیب مریگولد
- بحث کافیه
- اسکار و لوسیندا
- کینزی
- خون و شراب
- دارجلینگ محدود
- کندو
- جلسه‌ها
- رؤیای شب نیمه تابستان
- هیچکاک
- بازی برد-برد
- سدار راپیدز
- مارگریت
- نور سفید
- جاشوا
- شرق
- دزد خوب
- طوفان یخ
- به دنبال ریچارد